# Hjällaröd

Hjällaröd är en by i Höörs kommun i Skåne län.
Hjällaröd består av sex hushåll. Orten ligger norr om Höör och väster om Sösdala. Närmaste samhälle är Norra Rörum, beläget 4,2 kilometer söderut. Hjällaröd finns omnämnd i skrift för första gången i en dansk skattelängd från slutet på 1500-talet. Det har gjorts fynd i form av flintverktyg av olika slag samt en glaspärla som enligt Regionmuseet Kristianstad är 1 500 år gammal. Byn skiftades 1834.